# Billy Gonsalves
Adelino William Gonsalves, detto Billy (Portsmouth, 10 agosto 1908 – Kearny, 17 luglio 1977), è stato un calciatore statunitense, di ruolo centrocampista.

## Carriera
Conosciuto come il Babe Ruth del calcio, vinse la American Soccer League con diverse squadre e prese parte con la Nazionale ai Mondiali del 1930, nei quali raggiunse un prestigioso terzo posto (ancora oggi miglior risultato degli Stati Uniti), e a quelli del 1934.

## Statistiche

### Cronologia presenze e reti in nazionale
| Cronologia completa delle presenze e delle reti in nazionale ― Stati Uniti | Cronologia completa delle presenze e delle reti in nazionale ― Stati Uniti | Cronologia completa delle presenze e delle reti in nazionale ― Stati Uniti | Cronologia completa delle presenze e delle reti in nazionale ― Stati Uniti | Cronologia completa delle presenze e delle reti in nazionale ― Stati Uniti | Cronologia completa delle presenze e delle reti in nazionale ― Stati Uniti | Cronologia completa delle presenze e delle reti in nazionale ― Stati Uniti | Cronologia completa delle presenze e delle reti in nazionale ― Stati Uniti |
| Data                                                                       | Città                                                                      | In casa                                                                    | Risultato                                                                  | Ospiti                                                                     | Competizione                                                               | Reti                                                                       | Note                                                                       |
| -------------------------------------------------------------------------- | -------------------------------------------------------------------------- | -------------------------------------------------------------------------- | -------------------------------------------------------------------------- | -------------------------------------------------------------------------- | -------------------------------------------------------------------------- | -------------------------------------------------------------------------- | -------------------------------------------------------------------------- |
| 13-7-1930                                                                  | Montevideo                                                                 | Stati Uniti                                                                | 3 – 0                                                                      | Belgio                                                                     | Mondiali 1930 - 1º turno                                                   | -                                                                          |                                                                            |
| 17-7-1930                                                                  | Montevideo                                                                 | Stati Uniti                                                                | 3 – 0                                                                      | Paraguay                                                                   | Mondiali 1930 - 1º turno                                                   | -                                                                          |                                                                            |
| 26-7-1930                                                                  | Montevideo                                                                 | Argentina                                                                  | 6 – 1                                                                      | Stati Uniti                                                                | Mondiali 1930 - Semifinale                                                 | -                                                                          |                                                                            |
| 17-8-1930                                                                  | Rio de Janeiro                                                             | Brasile                                                                    | 4 – 3                                                                      | Stati Uniti                                                                | Amichevole                                                                 | 1                                                                          |                                                                            |
| 24-5-1934                                                                  | Roma                                                                       | Stati Uniti                                                                | 4 – 2                                                                      | Messico                                                                    | Qual. Mondiali 1934                                                        | -                                                                          |                                                                            |
| 27-5-1934                                                                  | Roma                                                                       | Italia                                                                     | 7 – 1                                                                      | Stati Uniti                                                                | Mondiali 1934 - Ottavi                                                     | -                                                                          |                                                                            |
| Totale                                                                     |                                                                            | Presenze                                                                   | 6                                                                          |                                                                            | Reti                                                                       | 1                                                                          |                                                                            |

## Palmarès

### Club

#### Competizioni nazionali
- American Soccer League: 4

Boston S.C.: 1927-1928
Fall River: F.C.: autunno 1929, primavera 1930, autunno 1930